# 東経62度線
東経62度線（とうけい62どせん）は、本初子午線面から東へ62度の角度を成す経線である。北極点から北極海、ヨーロッパ、アジア、インド洋、南極海、南極大陸を通過して南極点までを結ぶ。
東経62度線は、西経118度線と共に大円を形成する。

## 通過する地域一覧
東経60度線は、北極点から南極点まで南に向かって以下の場所を通っている。
| 地理座標                                             | 国土・領土・領海 | 備考                                                  |
| ---------------------------------------------------- | ---------------- | ----------------------------------------------------- |
| 北緯90度0分 東経62度0分 / 北緯90.000度 東経62.000度  | 北極海           |                                                       |
| 北緯81度38分 東経62度0分 / 北緯81.633度 東経62.000度 | ロシア           | アデレード島、フレーデン島（ベーラヤゼムリャ諸島）    |
| 北緯81度31分 東経62度0分 / 北緯81.517度 東経62.000度 | 北極海           |                                                       |
| 北緯80度51分 東経62度0分 / 北緯80.850度 東経62.000度 | ロシア           | ビリチェク島（ゼムリャフランツァヨシファ）            |
| 北緯80度34分 東経62度0分 / 北緯80.567度 東経62.000度 | バレンツ海       |                                                       |
| 北緯76度16分 東経62度0分 / 北緯76.267度 東経62.000度 | ロシア           | セヴェルヌィ島（ノヴァヤゼムリャ）                    |
| 北緯75度26分 東経62度0分 / 北緯75.433度 東経62.000度 | カラ海           |                                                       |
| 北緯69度45分 東経62度0分 / 北緯69.750度 東経62.000度 | ロシア           |                                                       |
| 北緯53度57分 東経62度0分 / 北緯53.950度 東経62.000度 | カザフスタン     |                                                       |
| 北緯53度8分 東経62度0分 / 北緯53.133度 東経62.000度  | ロシア           |                                                       |
| 北緯52度57分 東経62度0分 / 北緯52.950度 東経62.000度 | カザフスタン     |                                                       |
| 北緯43度30分 東経62度0分 / 北緯43.500度 東経62.000度 | ウズベキスタン   |                                                       |
| 北緯40度53分 東経62度0分 / 北緯40.883度 東経62.000度 | トルクメニスタン |                                                       |
| 北緯35度27分 東経62度0分 / 北緯35.450度 東経62.000度 | アフガニスタン   |                                                       |
| 北緯29度31分 東経62度0分 / 北緯29.517度 東経62.000度 | パキスタン       | バローチスターン州                                    |
| 北緯28度32分 東経62度0分 / 北緯28.533度 東経62.000度 | イラン           |                                                       |
| 北緯26度17分 東経62度0分 / 北緯26.283度 東経62.000度 | パキスタン       | バローチスターン州                                    |
| 北緯25度6分 東経62度0分 / 北緯25.100度 東経62.000度  | インド洋         |                                                       |
| 南緯60度0分 東経62度0分 / 南緯60.000度 東経62.000度  | 南極海           |                                                       |
| 南緯67度32分 東経62度0分 / 南緯67.533度 東経62.000度 | 南極大陸         | オーストラリア南極領土（ オーストラリアが領有権主張） |